# Karlino
Karlino este un oraș în Polonia.